# Jagdstaffel 4
La Königlich Preußische Jagdstaffel Nr 4 ou Jagdstaffel 4 était un « groupe de chasse » (c'est-à-dire un escadron de chasseurs) de la Luftstreitkräfte, la branche aérienne de l'Armée impériale allemande pendant la Première Guerre mondiale. Jasta est un acronyme formé par l'abréviation du mot allemand Jagdstaffel (escadrille de chasse). L'unité totalise 192 victoires aériennes pendant la guerre, au prix de 11 de ses pilotes tués au combat, 2 blessés au combat et 2 autres faits prisonnier,. La Jasta 4 était intégrée au Jagdgeschwader I, le « Cirque Volant » de Manfred von Richthofen.

## Histoire
La Jasta 4 a été fondée le 25 août 1916, avec du personnel provenant du Feldflieger-Abteilung 23 et d'autres unités de reconnaissance biplaces de la 2e armée allemande, ainsi que du Kampfeinsitzerkommando Vaux (une unité de chasse commandée par Rudolf Berthold) et de l'Armee-Flugpark Nr. 2. En juin 1917, elle passe à la 4e armée allemande. Le 24 juin 1917, elle est intégrée au Jagdgeschwader I (JG 1). Au cours de l'été, l'unité pâtit d'une absence de commandement, Kurt-Bertram von Döring (en) étant chargé de commander le JG 1 à la place de Manfred von Richthofen, blessé.
En raison de son appartenance au « Cirque Volant » de Richthofen, la Jasta 4 fut déplacée sur tous les points chauds du front de l'Ouest avant d'être démantelée le 16 novembre 1918, quelques jours après l'armistice.

## Liste des commandants (Staffelführer)
1. Hauptmann Rudolf Berthold : 25 août 1916 - 28 août 1916
2. Oberleutnant Hans-Joachim Buddecke : 28 août 1916 - 14 décembre 1916
3. Oberleutnant Ernst von Althaus : 14 décembre 1916 - février 1917
4. Leutnant Wilhelm Frankl : février 1917 - 8 avril 1917
5. Oberleutnant Kurt-Bertram von Döring (en) : 8 avril 1917 - 6 juillet 1917[4]
6. Oberleutnant Oskar Freiherr von Boenigk (en) : 6 juillet 1917 - 25 juillet 1917
7. Oberleutnant Kurt von Döring : 25 juillet 1917 - 6 septembre 1917
8. Oberleutnant Oskar von Boenigk (par intérim) : 6 septembre 1917 - 23 octobre 1917
9. Oberleutnant Kurt von Döring : 23 octobre 1917 - 12 décembre 1917
10. Leutnant Kurt Wüsthoff (en) (par intérim) : 12 décembre 1917 - 20 décembre 1917
11. Oberleutnant Kurt von Döring : 20 décembre 1917 - 19 janvier 1918
12. Leutnant Kurt Wüsthoff : 19 janvier 1918 - 16 mars 1918
13. Leutnant Hans-Georg von der Osten (en) : 16 mars 1918 - 28 mars 1918
14. Leutnant Johannes Janzen (en) : 28 mars 1918 - 3 mai 1918
15. Leutnant Viktor von Pressentin von Rautter (en) (par intérim) : 4 mai 1918 - 20 mai 1918
16. Leutnant Ernst Udet : 20 mai 1918 - 14 août 1918
17. Leutnant Egon Koepsch (par intérim) : 14 août 1918 - 19 septembre 1918
18. Oberleutnant Ernst Udet : 19 septembre 1918 - 22 octobre 1918
19. Leutnant Heinrich Maushake : 22 octobre 1918 - 3 novembre 1918
20. Leutnant Egon Koepsch (par intérim) : 3 novembre 1918 - 11 novembre 1918

## Liste des bases d'opérations
1. Vaux : 25 août 1916 - 31 août 1916[1]
2. Roupy : 1er septembre 1916 - 11 décembre 1916[1]
3. Xivry-Circourt : 12 décembre 1916 - 9 février 1917[1]
4. Le Catelet : 10 février 1917 - 23 février 1917[1]
5. Douai : 24 février 1917 - 31 mai 1917[1]
6. Ceune-Courtrai : 1er juin 1917 - 1er juillet 1917[1]
7. Marckebeke : 2 juillet 1917 - 20 novembre 1917[1]
8. Lieu-Saint-Amand : 21 novembre 1917 - 25 mars 1918[1]
9. Léchelle : 26 mars 1918 - 2 avril 1918[1]
10. Harbonnières : 3 avril 1918 - 11 avril 1918[1]
11. Cappy : 12 avril 1918 - 19 mai 1918[1]
12. Longchamps, Guise : 20 mai 1918 - 25 mai 1918[1]
13. Puisieux Ferme, Laon : 26 mai 1918 - 30 mai 1918[1]
14. Beugneux : 31 mai 1918 - 17 juillet 1918[1]
15. Monthussart Ferme : 18 juillet 1918 - 29 juillet 1918[1]
16. Ferme de Puisieux, Laon : 30 juillet 1918 - 9 août 1918[1]
17. Ennemain, Falvy : 10 août 1918 - 11 août 1918[1]
18. Bernes : 11 août 1918 - 30 août 1918[1]
19. Busigny-Escaufourt : 30 août 1918 - 27 septembre 1918[1]
20. Metz-Frescaty : 28 septembre 1918 - 8 octobre 1918[1]
21. Marville : 9 octobre 1918 - 6 novembre 1918[1]
22. Tellancourt : 7 novembre 1918 - 10 novembre 1918[1]
23. Aschaffenburg : 10 novembre 1918[1].

## Membres célèbres
En plus de ses commandants, la Jasta 4 a compté plusieurs as dans ses rangs : Eugen Siempelkamp (pl), Fritz Otto Bernert, Heinrich Drekmann (pl),  Hans Klein (en), et Fritz Anders (en).